# Pokój światowy

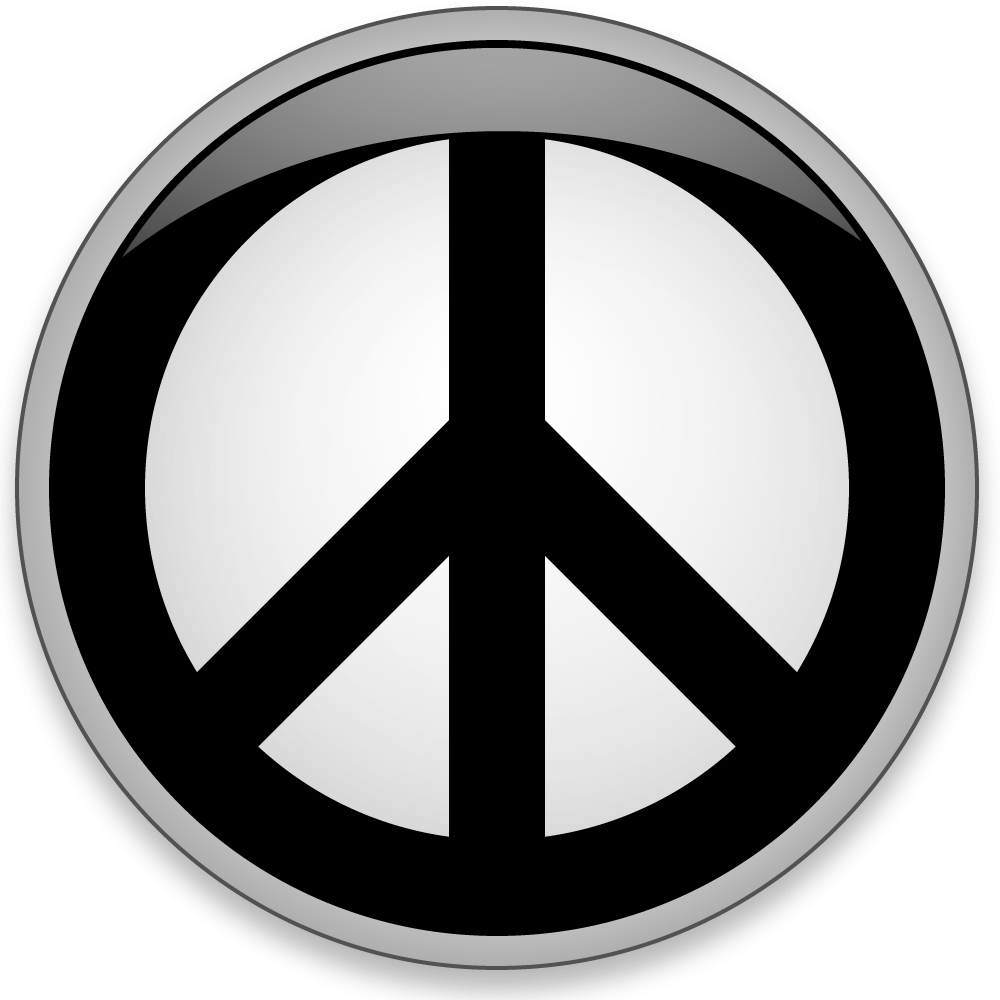
Symbol pokoju

Pokój światowy – idea wolności, pokoju i szczęścia wszystkich narodów; jest jedną z ambicji obecnych i byłych przywódców światowych.

## Idea „pokoju wieczystego” Kanta
Esej Immanuela Kanta Projekt Wieczystego Pokoju (Zum ewigen Frieden) z 1795 formułuje następujące postulaty dla osiągnięcia trwałego pokoju między państwami:
- Artykuły preliminaryjne:

1. „żaden traktat pokojowy, w którym przez utajone zastrzeżenie zawarte zostało zarzewie przyszłej wojny, nie może być za takowy uznany”
2. „żadne samoistne państwo (małe czy też duże, to rzecz obojętna) nie może być nabyte przez jakieś inne państwo drogą spadku, zamiany, kupna lub darowizny”
3. „wojska regularne (miles perpetuus) winny być z czasem zupełnie zniesione”
4. „w związku z zewnętrznymi zatargami państwa nie powinny być zaciągane żadne długi państwowe”
5. „żadne państwo nie powinno mieszać się przemocą do ustroju i rządów innego państwa”
6. „żadne państwo w stanie wojny z innym państwem nie może sobie pozwolić na takie wrogie kroki, które musiałyby uniemożliwić wzajemne zaufanie w przyszłym pokoju, jak: wynajmowanie skrytobójców, trucicieli, łamanie warunków kapitulacji, nakłanianie do zdrady w kraju, z którym prowadzi się wojnę”

- Artykuły definitywne:

1. „ustrój obywatelski w każdym państwie powinien być republikański”
2. „prawo międzynarodowe powinno opierać się na federalizmie wolnych państw”
3. „ogólnoświatowe prawo obywatelskie, powinno być ograniczone do warunków powszechnej gościnności”

## Historia
Dr Frank Laubach, amerykański misjonarz na Filipinach w 1935 roku uznał ubóstwo, biedę, niesprawiedliwość i analfabetyzm za przeszkody w osiągnięciu pokoju światowego. Był inicjatorem programu alfabetyzacji mieszkańców pod nazwą „Każdy uczy każdego” (ang. Each One Teach One), dzięki któremu ok. 60 milionów ludzi nauczyło się czytać w swoim ojczystym języku.
Istnienie pokoju światowego wymaga funkcjonowania racjonalnych, podejmujących przemyślane decyzje przedstawicieli ogółu - agentów. Bertrand Russell sceptycznie wyrażał się o nastaniu pokoju światowego:
Ziemia, po wiekach wydawania na świat nieszkodliwych owadów i motyli osiągnęła ten poziom ewolucji, na którym pojawiają się Neronowie, Genghis Khanowie i Hitlerzy. Mam jednak nadzieję, że jest to jedynie koszmar, który wkrótce minie. Wraz z czasem ziemia na nowo utraci zdolność podtrzymywania życia i znów zawita na niej pokój.
Jednak nie wszystkie interpretacje pokoju światowego są takie skrajne. Przede wszystkim - istnieje wiele rodzajów konfliktów. Biorąc pod uwagę tylko konflikty zbrojne, pokój światowy oznacza stan, w którym wszelkie zatargi międzypaństwowe rozwiązywane są bez użycia siły. Natomiast znacznie trudniej osiągnąć pokój, przyjmując za jego wyznacznik brak konfliktów handlowych czy sporów o granice państwowe.

## Leseferyzm
Zwolennicy leseferyzmu są zdania, iż zniesienie ceł i zagwarantowanie nieograniczonego handlu międzynarodowego zapobiegałoby konfliktom zbrojnym między państwami, gdyż jedyną szansą na prowadzenie długotrwałej wojny jest doprowadzenie do samowystarczalności gospodarczej kraju. Przykładowo, gdy jedno państwo wytwarza broń, natomiast drugi zaopatruje pozostałe w amunicję - nie może dojść do walk między nimi, ponieważ żadna ze stron nie jest w stanie wyprodukować jednocześnie i broni i amunicji, aby prowadzić wojnę.
Przeciwnicy tej teorii twierdzą jednak, że wolny handel to za mało. Państwa mogą tworzyć „plany awaryjne”, które przystosowałyby ich gospodarki do krótkotrwałego okresu samowystarczalności, pozwalającego na pewne działania zbrojne.

## Izolacjonizm państwowy
W przeciwieństwie do propagatorów utworzenia wspólnego rządu dla wszystkich narodów, zwolennicy izolacjonizmu proponują troskę jedynie o wewnętrzne sprawy narodu jako drogę do osiągnięcia pokoju światowego. Uważają jednocześnie, że winą za brak pokoju należy obarczyć rządy, które starają się wpływać na decyzje innych państw. Przykładami krajów stosujących w przeszłości izolacjonizm są Japonia czy Chiny.